# Il giallo della poltrona
Il giallo della poltrona (Armchair Thriller) è una serie televisiva britannica in 55 episodi trasmessi per la prima volta nel corso di 2 stagioni dal 1978 al 1981. È un revival della serie Armchair Theatre.
È una serie televisiva di tipo antologico in cui ogni episodio rappresenta una storia a sé. Gli episodi sono storie di genere thriller. Sebbene non sia propriamente una serie horror, include diversi elementi soprannaturali. I titoli di apertura consistono di una figura-ombra in piedi che poi si siede su una poltrona, accompagnato dalla musica composta da Andy Mackay del gruppo pop Roxy Music.

## Interpreti
Ian McKellen ha interpretato un personaggio in 4 episodi di questa serie televisiva.

## Produzione
La serie, ideata da Andrew Brown, fu prodotta da ABC Weekend Television (stagione 1) e Thames Television (stagione 2) Le musiche furono composte da Andy Mackay.

### Registi
Tra i registi sono accreditati:
- Robert Tronson in 13 episodi (1978-1980)
- Moira Armstrong in 6 episodi (1978)
- Donald McWhinnie in 6 episodi (1978)
- Robert D. Cardona in 6 episodi (1980)
- Brian Farnham in 4 episodi (1978)
- Waris Hussein in 4 episodi (1978)
- Colin Bucksey in 4 episodi (1980)
- Kim Mills in 2 episodi (1967)

### Sceneggiatori
Tra gli sceneggiatori sono accreditati:
- Andrew Brown in 43 episodi (1978-1980)
- John Bowen in 14 episodi (1978-1980)
- Derry Quinn in 9 episodi (1978-1980)
- Antonia Fraser in 6 episodi (1978)
- Patricia Highsmith in 6 episodi (1978)
- Julia Jones in 6 episodi (1978)
- Desmond Cory in 6 episodi (1980)
- David Hopkins in 6 episodi (1980)
- Philip Mackie in 5 episodi (1978)
- Ray Jenkins in 4 episodi (1978)
- P.M. Hubbard in 4 episodi (1980)
- Troy Kennedy-Martin in 4 episodi (1980)

## Distribuzione
La serie fu trasmessa nel Regno Unito dal 21 febbraio 1978 al 30 dicembre 1981 sulla rete televisiva Independent Television. In Italia è stata trasmessa con il titolo Il giallo della poltrona.

## Episodi
| Stagione         | Episodi | Prima TV Regno Unito | Prima TV Italia |
| ---------------- | ------- | -------------------- | --------------- |
| Prima stagione   | 26      | 1978                 |                 |
| Seconda stagione | 29      | 1980-1981            |                 |